# ヘナンジー・シャポバロフ
- ヘナンジー・シャポバロフ
- ゲンナジー・シャポヴァロフ
- ヘンナジー・シャポバロフ
- ゲンナジー・シャポバロフ

ヘナンジー・ミコラヨヴィチ・シャポバロフ（ウクライナ語: Геннадій Миколайович Шаповалов）は、ウクライナの軍人、准将。2025年6月よりウクライナ陸軍司令官を努める。

## 経歴
2000年にハルキウ工科大学戦車部隊研究所、2012年にウクライナ国防大学、オストロフアカデミー国立大学で国際関係、公共コミュニケーション、地域研究を専攻、アメリカ陸軍戦略大学を卒業。
2019年から2021年まで第59独立自動車化旅団長を務めた。
2022年よりウクライナ軍軍事協力本局長を務める。2023年6月20日、シャポバロフは欧州大西洋統合調整委員会に加わった。
2024年4月16日、南部作戦管区司令官に就任。2025年2月4日に同職を解任された。
ウォロディミル・ゼレンスキー大統領はシャポバロフがNATOウクライナ支援訓練司令部が置かれているヴィースバーデンでパートナーと協力し、ウクライナへの安全保障支援の調整を担当すると述べた。
2025年6月19日、ウクライナ陸軍司令官に任命された。

## 栄典
- 「ウクライナへの軍事貢献」メダル（ウクライナ語版） - 2017年12月5日[8]

## 階級
- 准将 - 2022年3月26日[1]